# The Best Remixes
The Best Remixes è un album di Cyndi Lauper pubblicato nel 1989 dalla CBS Records ed Epic Records.

## Il disco

### Tracce
The Best Remixes è un EP pubblicato in CD che contiene 6 tracce, tra versioni estese (Girls Just Want To Have Fun, Change Of Heart e Money Change Everything) e versioni remix (She Bop, Good Enough e What's Going On) di alcuni brani tratti dagli album She's So Unusual e True Colors di Cyndi Lauper, e dalla colonna sonora di The Goonies - Original Motion Picture Soundtrack.

### Pubblicazione
The Best Remixes è stato pubblicato in Giappone dalla CBS Records ed Epic Records nel 1989 e ristampato dalla Epic Records nel 1996.

## Tracce
1. Girls Just Want To Have Fun (Extended Version) – 6:28
2. She Bop (Special Dance Mix) – 6:26
3. Good Enough (Dance Re-Mix) – 5:27
4. Change Of Heart (Extended Version) – 7:55
5. What's Going On (Club Version) – 6:34
6. Money Changes Everything (Extended Live Version) – 6:25